# 马尔韦梅柳
马尔韦梅柳（直译：红海）是巴西阿拉戈斯州的一个市镇。总面积91.54平方公里，总人口4008人，人口密度43.8人/平方公里。